# Rio Chihaia
O Rio Chihaia é um rio da Romênia, afluente do Tismana, localizado no distrito de Gorj.